# Hojsova Stráž
Hojsova Stráž (německy Eisenstrass) je vesnice, část města Železná Ruda v okrese Klatovy v  Plzeňském kraji. Vesnice leží v nadmořské výšce 890 metrů na západním svahu hory Můstek nad údolím horního toku Úhlavy a od Železné Rudy je vzdálena asi devět kilometrů severním směrem. Součástí Hojsovy Stráže je i horská osada Prenet s kaplí svaté Kunhuty, která leží na trase historické stezky zvané Světelská. V roce 2011 zde trvale žilo 131 obyvatel.

## Historie
První písemná zmínka o Hojsově Stráži pochází z roku 1614. Původní osada byla založena při dolech na železnou rudu. Sídlo zde měla také královácká rychta.
V roce 1850 zde byl založen pivovar, který byl ale roku 1946 zrušen.
Známější se vesnice stala až ve 20. století díky rozvoji turistického ruchu na Šumavě. Dnes je Hojsova Stráž významným střediskem zimní i letní rekreace, nacházejí se zde i lyžařské vleky.

## Obyvatelstvo
| Rok            | 1869 | 1880 | 1890 | 1900 | 1910 | 1921 | 1930 | 1950 | 1961 | 1970 | 1980 | 1991 | 2001 | 2011 | 2021 |
| -------------- | ---- | ---- | ---- | ---- | ---- | ---- | ---- | ---- | ---- | ---- | ---- | ---- | ---- | ---- | ---- |
| Počet obyvatel | 862  | 864  | 854  | 784  | 782  | 903  | 928  | 360  | 224  | 144  | 115  | 165  | 162  | 131  | 137  |
| Počet domů     | 169  | 138  | 138  | 126  | 132  | 129  | 134  | 124  | 41   | 37   | 28   | 56   | 35   | 47   | 65   |

## Obecní správa
Při sčítání lidu v letech 1850–1979 Hojsova Stráž byla samostatnou obcí v okrese Klatovy. Od 1. ledna 1980 je částí města Železná Ruda v okrese Klatovy.

## Pamětihodnosti
Kostel Neposkvrněného početí Panny Marie – Kostel vznikl v letech 1824 až 1826 přestavbou původní starší kaple Panny Marie Růžencové pocházející z let 1760 až 1761. V kostele je umístěn oltář z původní kaple, který byl vytvořen roku 1762, od dešenického mistra Jakuba Brandta. V kostele se slouží bohoslužby.
Fara se nachází pod kostelem – barokní fara z 18. století s šindelovou střechou a krytým zápražím.

### Přírodní památky
Hojsova Stráž se nalézá v rámci CHKO Šumava a její katastr je velmi bohatý na maloplošná chráněná území a památné stromy:
- Národní přírodní rezervace Bílá Strž
- Národní přírodní rezervace Černé a Čertovo jezero
- Přírodní rezervace Brčálnické mokřady
- Přírodní rezervace Lakmal
- Přírodní rezervace Městišťské rokle
- Přírodní rezervace Svobodova niva
- Přírodní památka Královský hvozd
- Brčálnická lípa
- Brčálnický buk
- Brčálnický jasan
- Jasany na Brčálníku
- Jezerní jedle
- Lípa pod čističkou
- Lípy na Vyhlídce
- Stromy u kostela v Hojsově Stráži

## Osobnosti
- Jan Konstantin (1894–1965) – český operní pěvec a pedagog

## Galerie

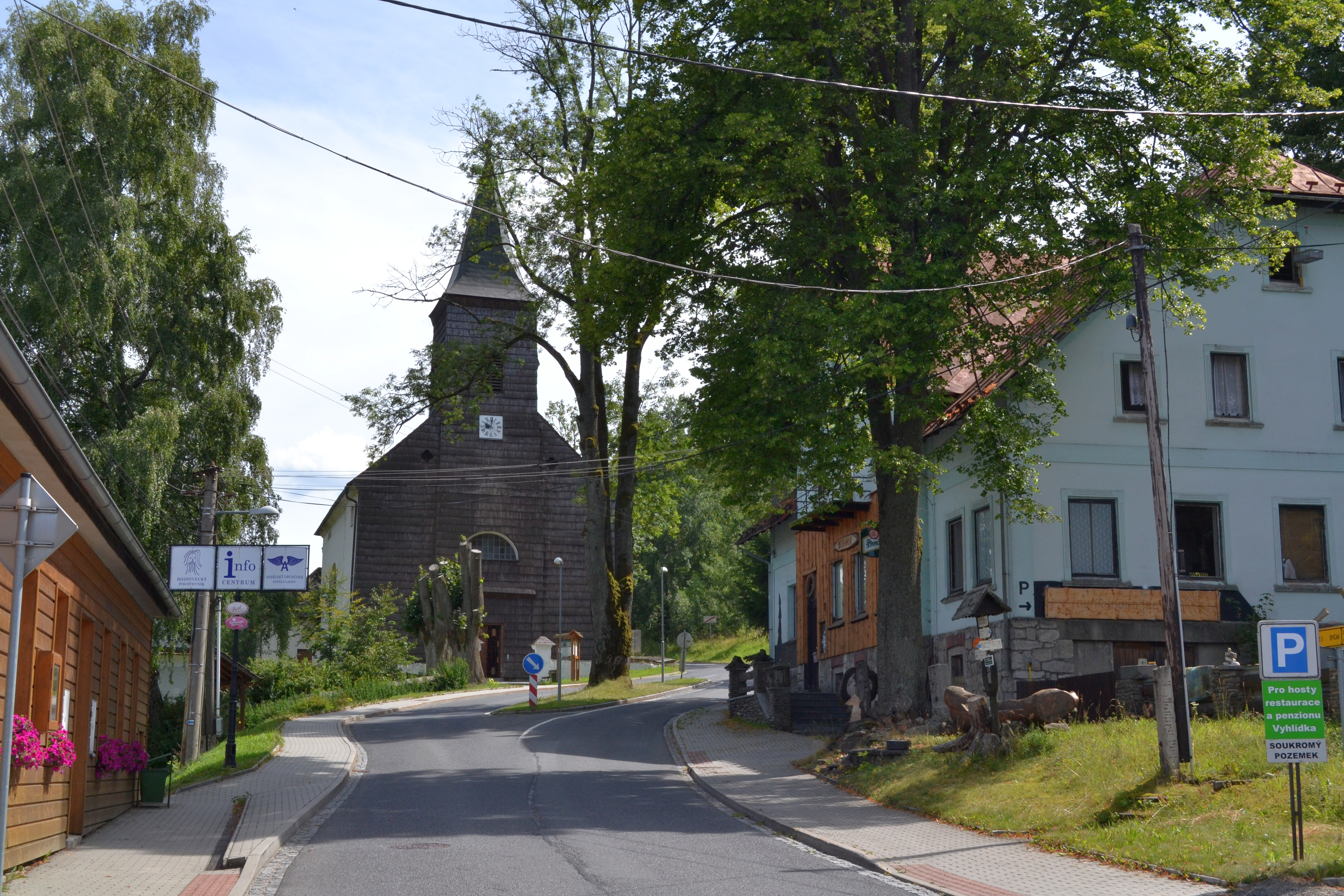
centrum s kostelem
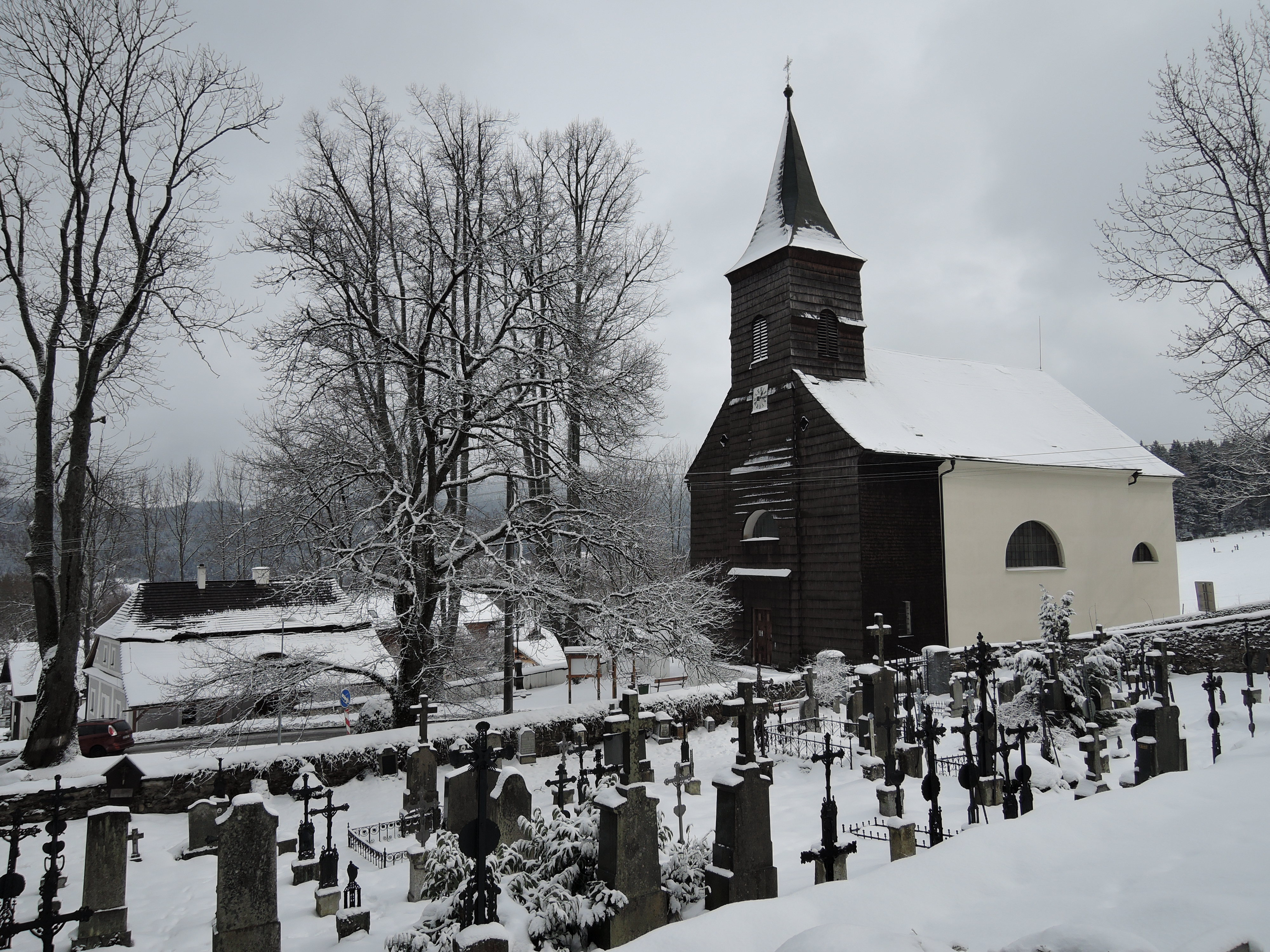
kostel Neposkvrněného početí Panny Marie
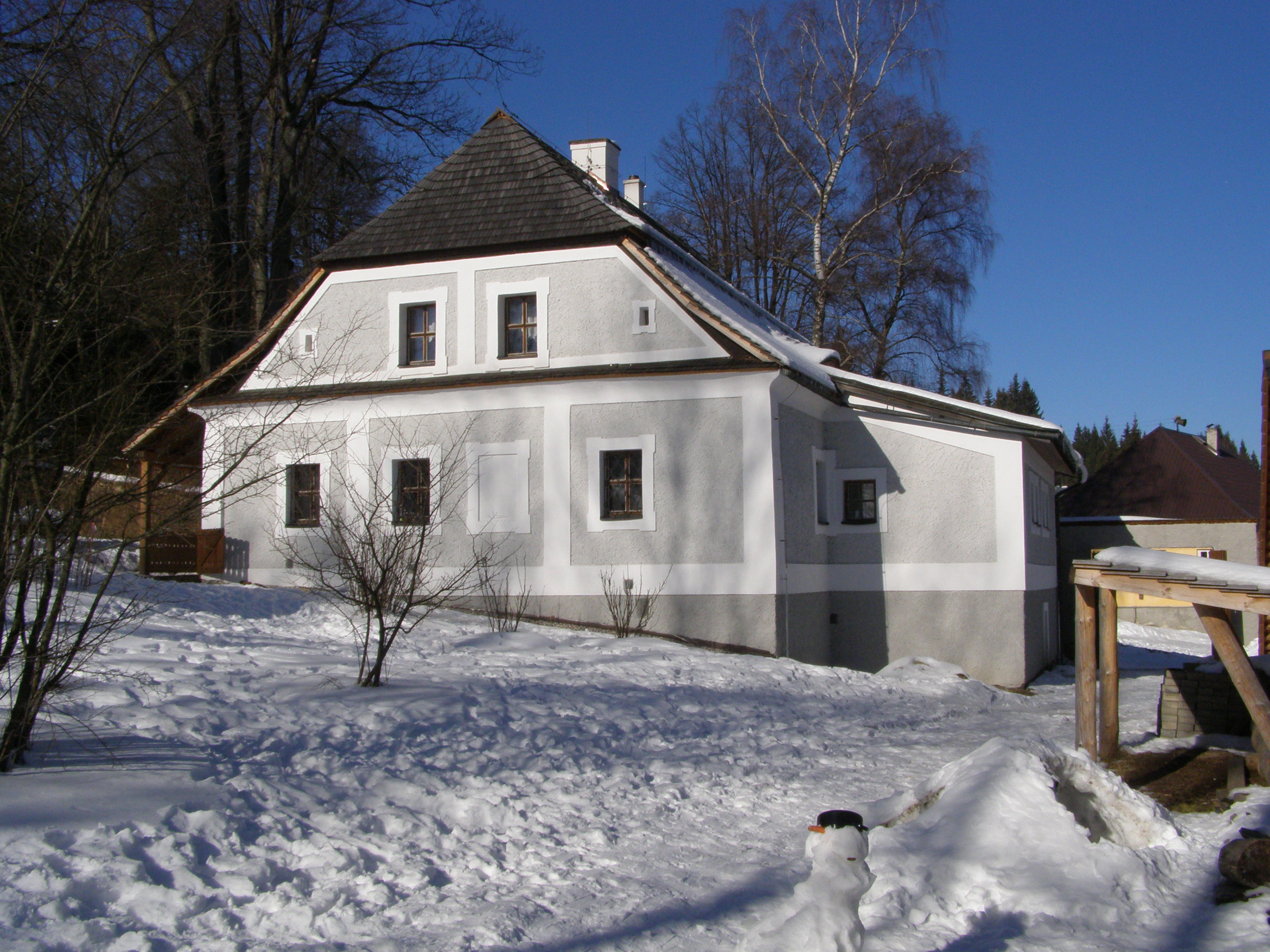
fara
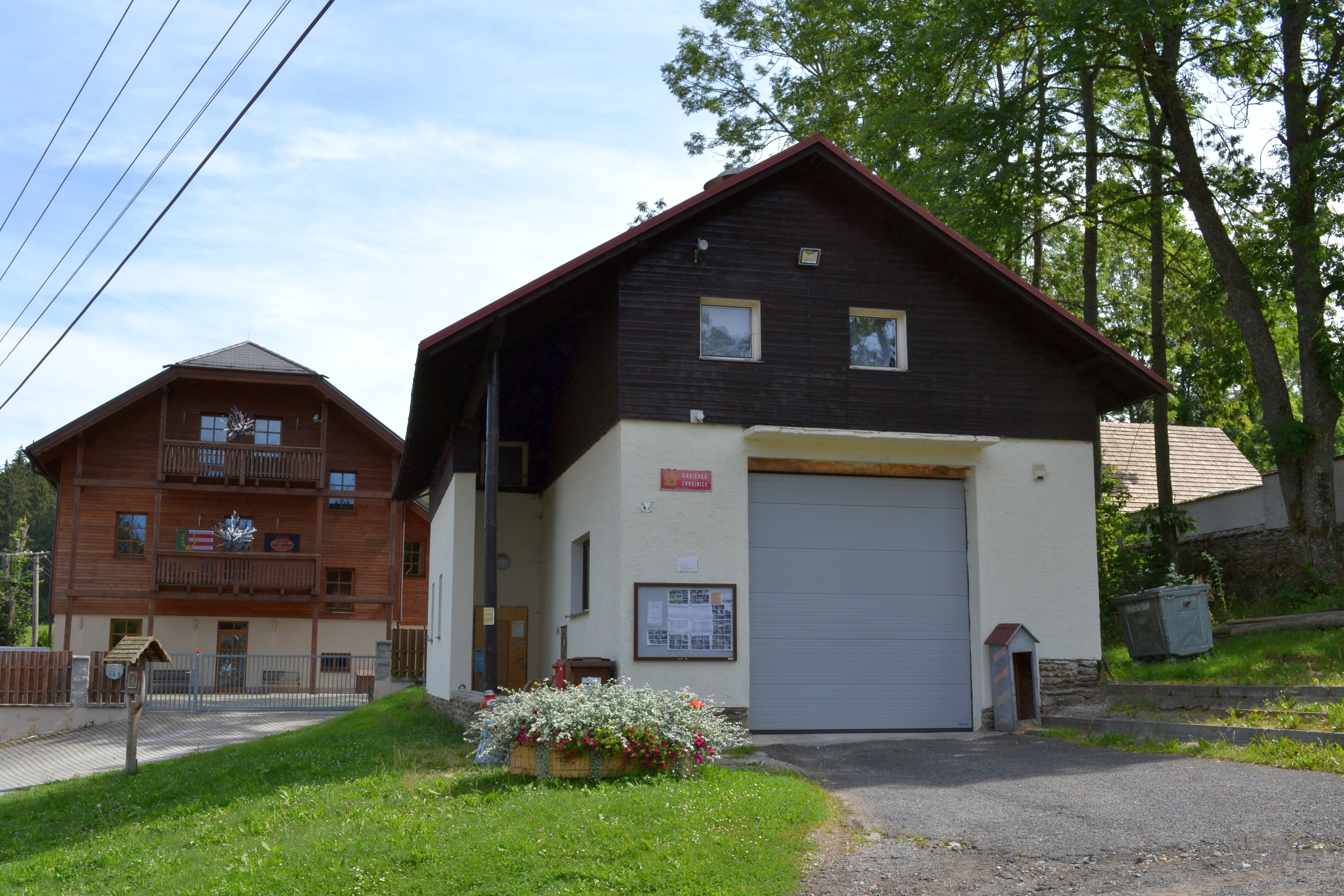
hasičská zbrojnice
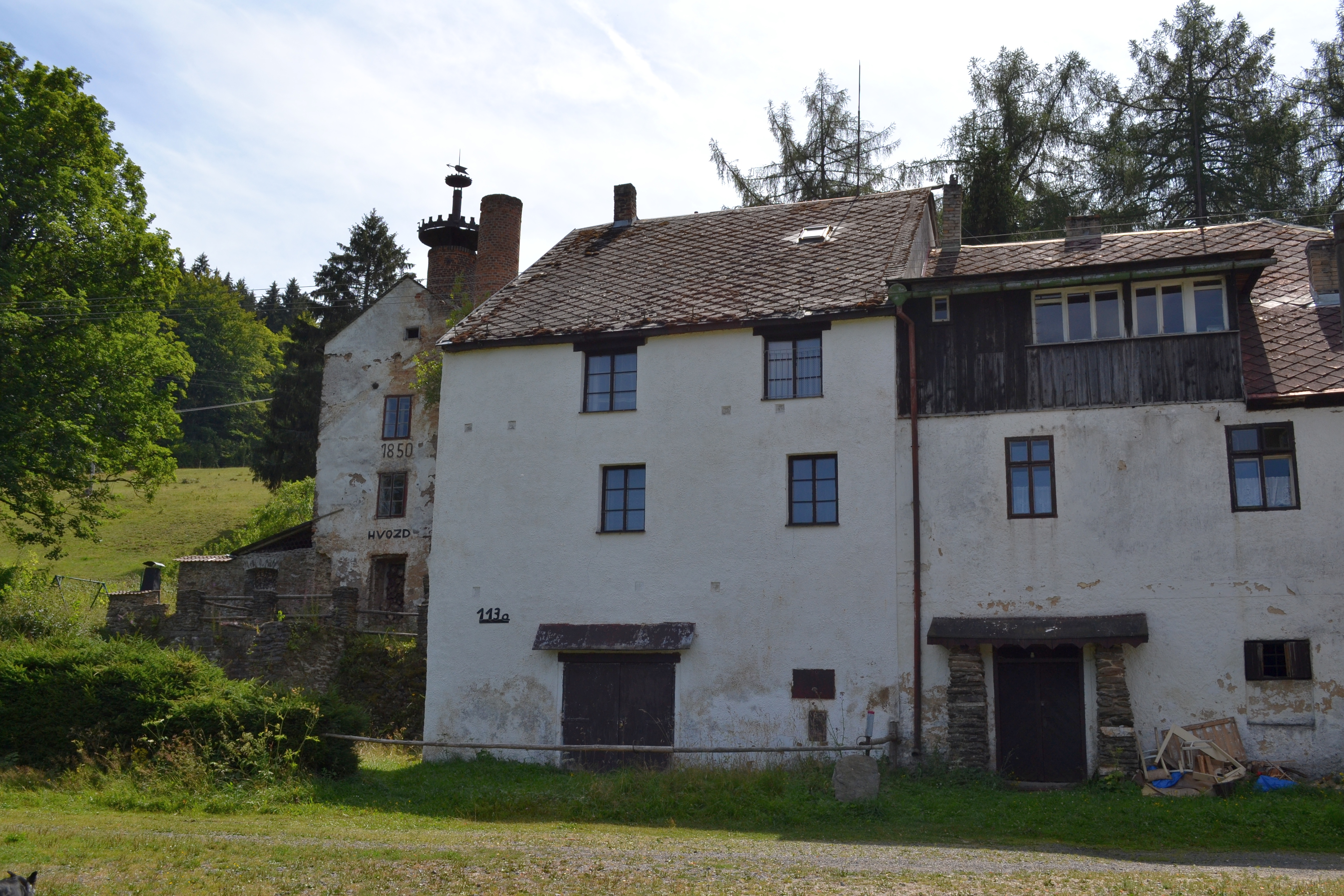
bývalý pivovar
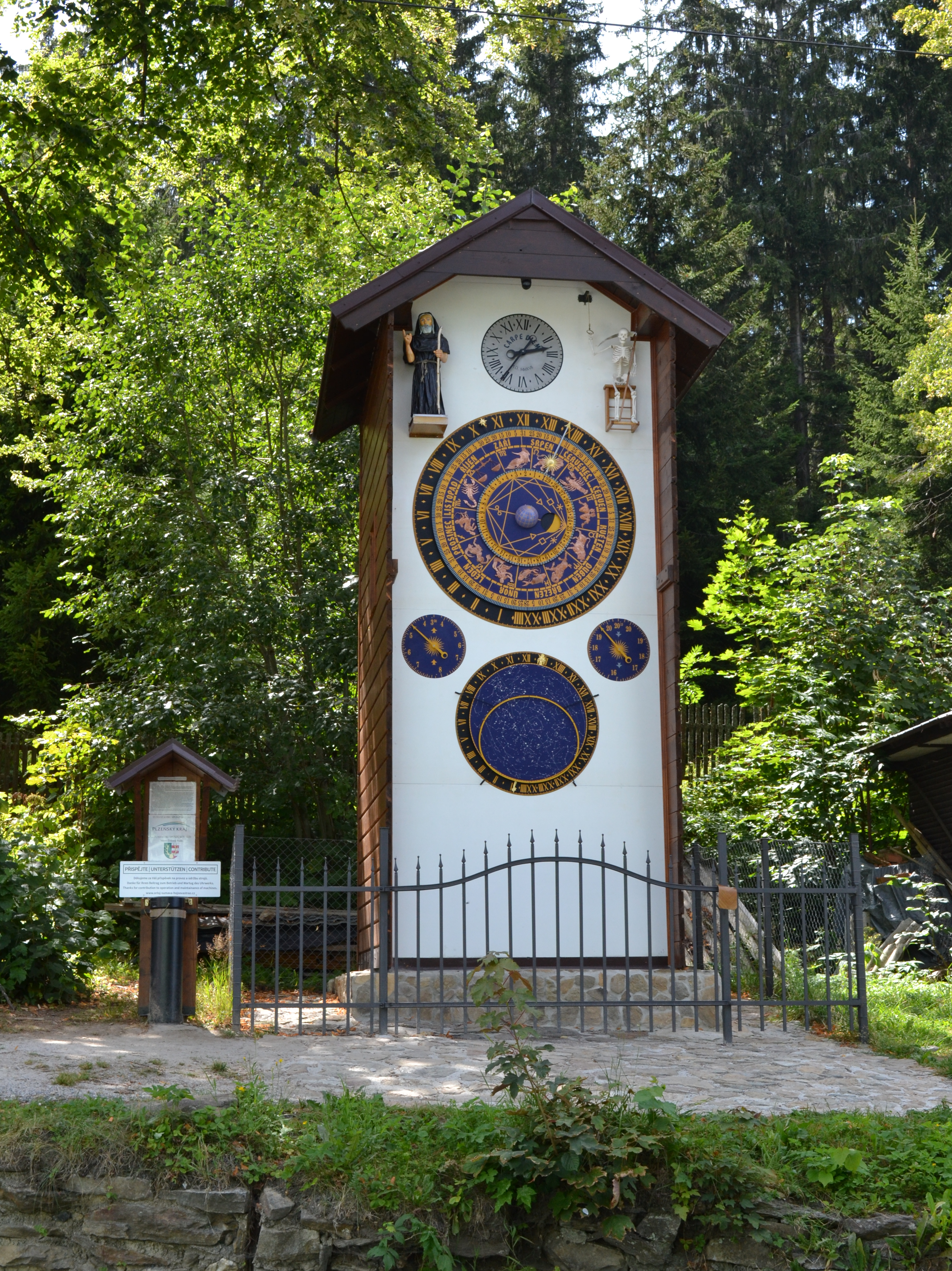
Šumavský orloj
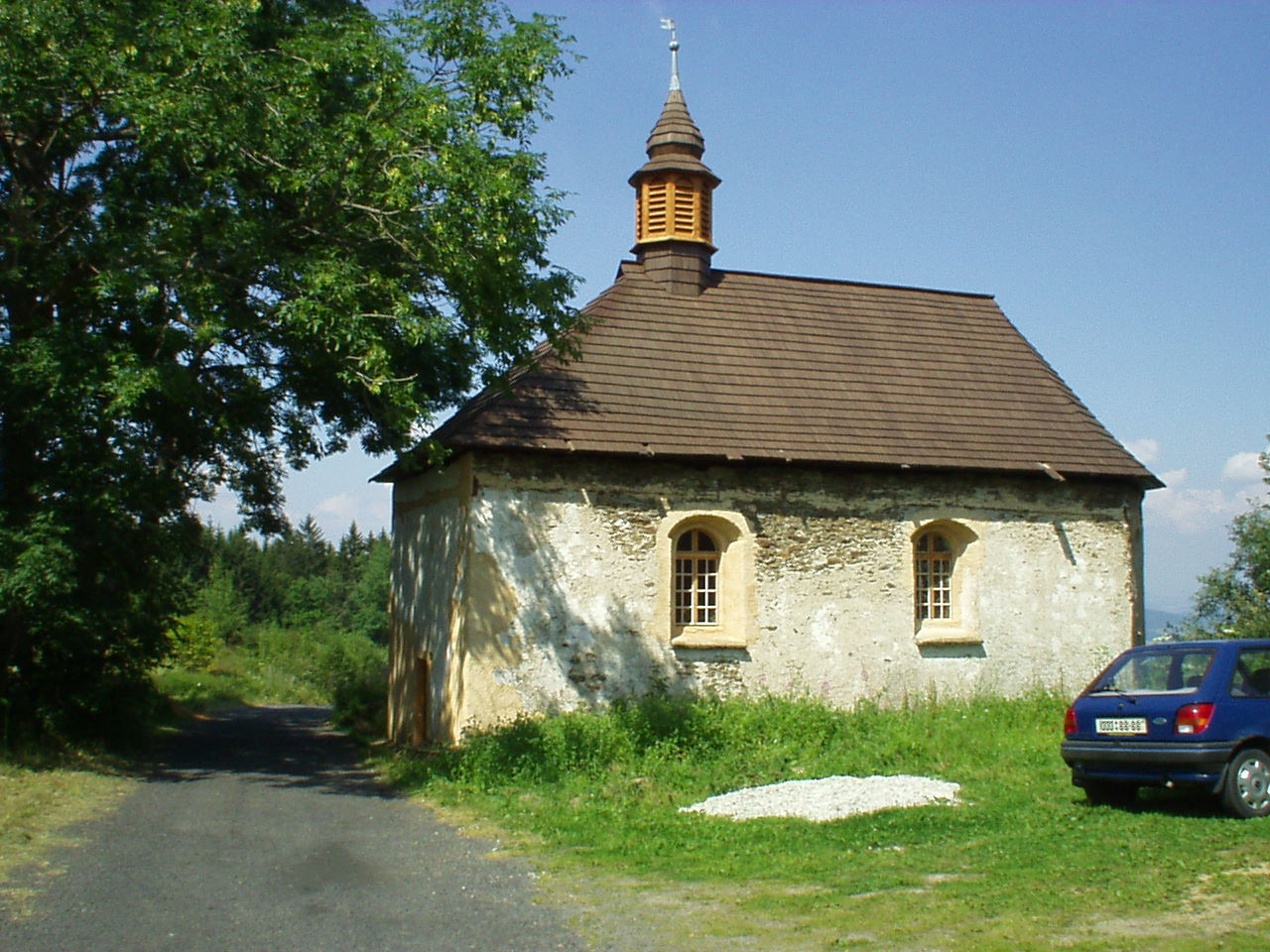
kaple svaté Kunhuty
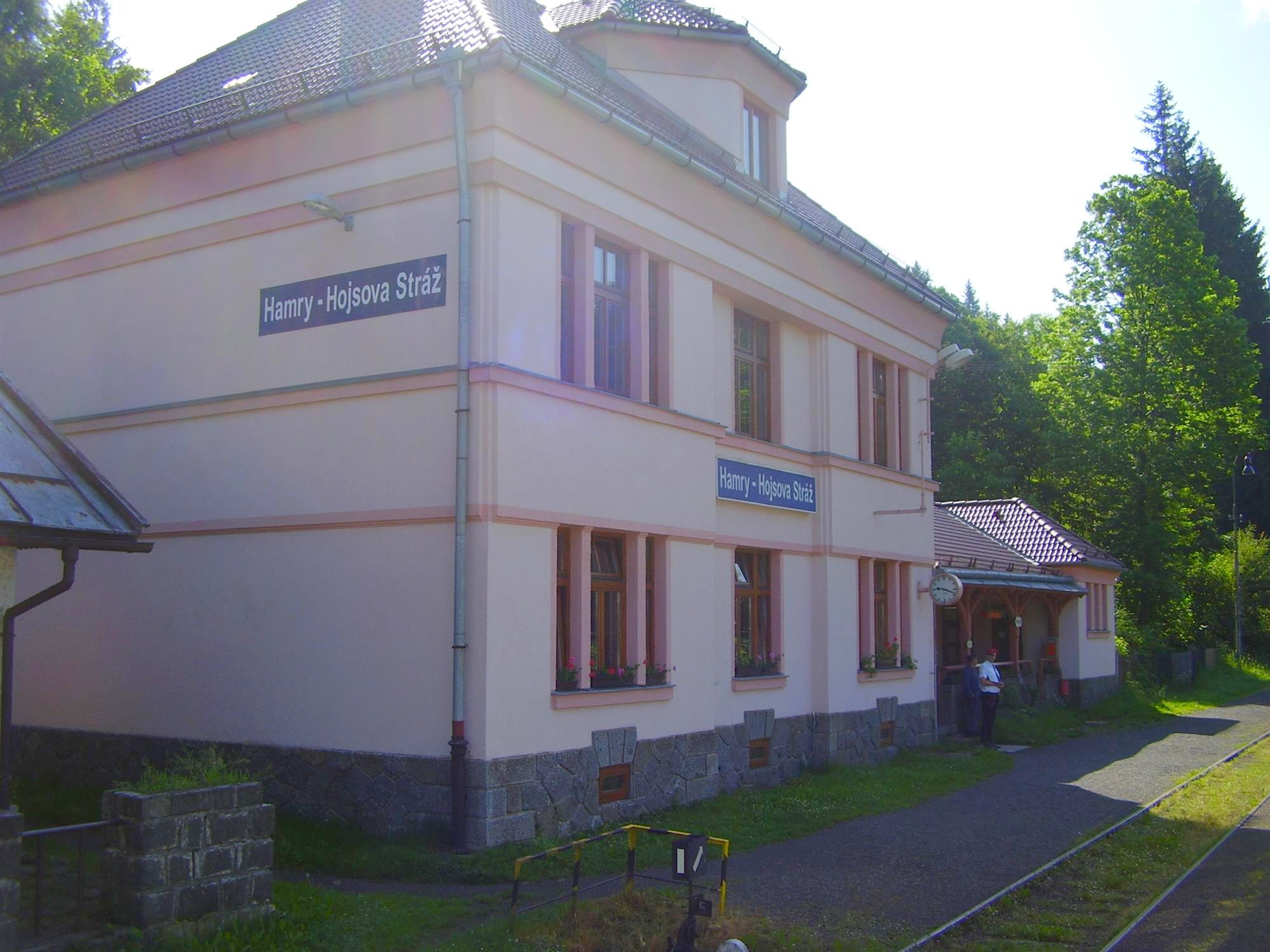
železniční stanice Hamry-Hojsova Stráž